# Келдеруша (Бреїла)
Келдеруша (рум. Căldărușa) — село у повіті Бреїла в Румунії. Входить до складу комуни Траян.
Село розташоване на відстані 141 км на північний схід від Бухареста, 31 км на південний захід від Бреїли, 133 км на північний захід від Констанци, 47 км на південний захід від Галаца.

## Населення
За даними перепису населення 2002 року у селі проживали 217 осіб, усі — румуни. Усі жителі села рідною мовою назвали румунську.